# Делогожданска базилика
Делогожданска базилика „Свети Илия“ (на македонска литературна норма: „Свети Илија“) е старохристиянски храм край разположеното в Стружкото поле село Делогожди, община Струга, Република Македония. Базиликата е открита в селище от архаичната, елинистическата, римската и средновековната епоха. Разположена е на около 1 километър от центъра на селото, на пътя за Джепин. В 1930-те години е открит некропол. Системни проучвания се водят с прекъсвания от 1979 до 1990 година от страна на Народния музей в Струга, под ръководството на Вера Битракова-Грозданова. Открити са 102 гроба. Находките са в Народния музей в Струга.
- Фрагменти от мозайки
- Фрагменти от мозайки